# Hanun-Dagan
Hanun-Dagan (slovensko Dagan je milostljiv) je bil šakkanakku (vojaški guverner) in kralj Marija, ki je vladal okoli 2016-2008 pr. n. št. S pečata, odkritega v Mariju,  je razvidno, da je bil sin šakkanakkuja Puzur-Ištarja in naslednik svojega brata Hitlal-Erre. Naslov šakkanakku je pomenil vojaškega guvernerja, vendar so ga vladarji Marija obdržali tudi potem, ko so postali neodvisni kralji, nominalno vazali Tretje urske dinastije. Nekaj šakkanakkujev je v svojih  votivnih napisih uporabljalo kraljevski naslov lugal, v korespondenci z urskim dvorom pa naslov šakkanakku. Hanun-Dagan je zagotovo nosil kraljevski naslov.
Hanun-Dagan je bil sodobnik Ibbi-Sina Urskega in obnovitelj kraljeve palače v Mariju. Hanun-Daganovi in Hitlal-Errovi predhodniki so imeli akadska imena, onadva pa amoritski imeni. S pečatov, najdenih v Mariju, je razvidno, da je bil Hitlal-Erra Puzur-Ištarjev vojaški uradnik, zato je Piotr Michalowski posumil na državni udar, ki je odstavil  Puzur-Ištarjevo družino in jo nadomestil s Hanun-Daganovo družino.
Hanun-Daganove naslednike je težko določiti, ker so seznami vladajev polni vrzeli.